# Обител
Оби́тел (болг. Обител) — село в Тирговиштській області Болгарії. Входить до складу общини Омуртаг.

## Населення
За даними перепису населення 2011 року у селі проживали 618 осіб.
Національний склад населення села:
| Національність   | Кількість осіб | Відсоток |
| ---------------- | -------------- | -------- |
| турки            | 277            | 90,5%    |
| болгари          | 14             | 4,6%     |
| інша             | 10             | 3,3%     |
| Всього відповіли | 306            |          |

Розподіл населення за віком у 2011 році:
Динаміка населення: